# Poczytalność
Poczytalność – zdolność do rozpoznania znaczenia zarzucanego danej osobie czynu i pokierowania swoim postępowaniem. 
Zachowana poczytalność jest właściwością domniemaną, tzn. jest stanem właściwym dla każdego człowieka. Sąd (bądź prokuratura) może podejrzewać niepoczytalność, na podstawie uzyskanej wiedzy w trakcie postępowania. Wiedza, która nakazuje sądowi (bądź prokuratorowi) powzięcie uzasadnionych wątpliwości co do poczytalności osoby podejrzanej, czy oskarżonej o popełnienie czynu zabronionego pochodzić może z różnego źródła: może to być sam oskarżony (podejrzany), dowolny świadek, czy też powzięcie podejrzeń co do poczytalności oskarżonego (podejrzanego) może nastąpić w wyniku obserwacji zachowania, bądź wypowiedzi oskarżonego (podejrzanego) przez sędziego (prokuratora).
Poczytalność ocenia zwykle dwóch lekarzy psychiatrów (w sprawach o wykroczenia jeden), na podstawie przeprowadzonego badania sądowo-psychiatrycznego. O przeprowadzeniu takiego badania decyduje sąd lub prokurator, wydając postanowienie o dopuszczeniu dowodu w postaci opinii sądowo-psychiatrycznej.
Poczytalność jest właściwością zmienną, zależną od sytuacji. Dotyczy tylko osób oskarżonych, czy podejrzanych o popełnienie czynu zabronionego. W stosunku do osób, wobec których nie toczy się postępowanie karne albo wykroczeniowe, pojęcie poczytalności nie ma zastosowania. Dodatkowo, poczytalność dotyczy tylko jednego czynu, w związku z czym, przy opiniowaniu osoby oskarżonej (podejrzanej) o popełnienie kilku czynów zabronionych ocenia się poczytalność w odniesieniu do każdego z tych czynów oddzielnie. Zdarza się, że w stosunku do opiniowanej osoby ocena poczytalności różni się w odniesieniu do jednego czynu w porównaniu z drugim, zarzucanym tej samej osobie.
Poczytalność może być zachowana, ograniczona w znacznym stopniu, bądź zniesiona. Zachowana poczytalność nie wymaga uzasadnienia. Stwierdzenie poczytalności zniesionej, albo w znacznym stopniu ograniczonej wymaga uzasadnienia przez biegłych psychiatrów (w wypadku spraw dotyczących wykroczeń jednego biegłego psychiatry). Zniesienie poczytalności ma miejsce zwykle w odniesieniu do czynu, który był dokonany w wyniku doznań psychotycznych, albo wskutek zaburzeń świadomości. Istotne jest stwierdzenie związku przyczynowo-skutkowego popełnionego czynu z treścią doznań psychotycznych. Znaczne ograniczenie poczytalności występuje również w wyniku doznań psychotycznych, poza tym może zostać orzeczone na podstawie innych patologii ujawniających się w czasie objętym zarzutem, jak np. labilności afektywnej.
W wyniku praktyki sądowo-psychiatrycznej lekarze stworzyli pojęcie nieznacznie ograniczonej poczytalności. Jest to stan bez znaczenia prawnego, opinia taka dotyczy głównie osób dokonujących czynów gwałtownych, wynikających z pewnych nieprawidłowości psychicznych, jak osobowość impulsywna, czy chwiejność afektywna na podłożu organicznego uszkodzenia ośrodkowego układu nerwowego. Praktycznie nieznacznie ograniczona poczytalność oznacza poczytalność zachowaną.
Poczytalność orzeka się w czasie zarzucanego czynu. Oznacza to, że osoba, która w późniejszym czasie zachowałaby się inaczej w sytuacji podobnej do tej, która miała miejsce w okresie objętym zarzutem, może być opiniowana jako niepoczytalna, czy o znacznie ograniczonej poczytalności, choć w trakcie badania sądowo-psychiatrycznego rozumie znaczenie zarzucanego jej czynu.

## Poczytalność w prawie polskim
Ilustruje to art. 31 Kodeksu karnego:
§ 1.
Nie popełnia przestępstwa, kto, z powodu choroby psychicznej, upośledzenia umysłowego lub innego zakłócenia czynności psychicznych, nie mógł w czasie czynu rozpoznać jego znaczenia lub pokierować swoim postępowaniem.
§ 2.
Jeżeli w czasie popełnienia przestępstwa zdolność rozpoznania znaczenia czynu lub kierowania postępowaniem była w znacznym stopniu ograniczona, sąd może zastosować nadzwyczajne złagodzenie kary.
§ 3.
Przepisów § 1 i 2 nie stosuje się, gdy sprawca wprawił się w stan nietrzeźwości lub odurzenia powodujący wyłączenie lub ograniczenie poczytalności, które przewidywał albo mógł przewidzieć.